# Canton d'Ailly-sur-Somme
Le canton d'Ailly-sur-Somme est une circonscription électorale française du département de la Somme.

## Histoire
Un nouveau découpage territorial de la Somme entre en vigueur à l'occasion des premières élections départementales suivant le décret du 26 février 2014. Les conseillers départementaux sont, à compter de ces élections, élus au scrutin majoritaire binominal mixte. Les électeurs de chaque canton élisent au Conseil départemental, nouvelle appellation du Conseil général, deux membres de sexe différent, qui se présentent en binôme de candidats. Les conseillers départementaux sont élus pour 6 ans au scrutin binominal majoritaire à deux tours, l'accès au second tour nécessitant 12,5 % des inscrits au 1er tour. En outre la totalité des conseillers départementaux est renouvelée. Ce nouveau mode de scrutin nécessite un redécoupage des cantons dont le nombre est divisé par deux avec arrondi à l'unité impaire supérieure si ce nombre n'est pas entier impair, assorti de conditions de seuils minimaux. Dans la Somme, le nombre de cantons passe ainsi de 46 à 23.
Le canton d'Ailly-sur-Somme est formé de communes des anciens cantons de Picquigny (14 communes), de Molliens-Dreuil (26 communes), d'Amiens 2e (Nord-Ouest) (2 communes) et d'Amiens 1er (Ouest) (2 communes). Il est entièrement inclus dans l'arrondissement d'Amiens. Le bureau centralisateur est situé à Ailly-sur-Somme.

## Représentation
| Période élective | Période élective | Mandat | Mandat   | Identité                   | Nuance | Nuance | Qualité |
| ---------------- | ---------------- | ------ | -------- | -------------------------- | ------ | ------ | --- |
| 2015             | 2021             | 2015   | 2021     | Catherine Bénédini-Polleux |        | PS     | Fonctionnaire territoriale, maire d'Ailly-sur-Somme                                                                                     |
| 2015             | 2021             | 2015   | 2021     | Jean-Jacques Stoter        |        | PRG    | Inspecteur de l'Education nationale Maire de Briquemesnil-Floxicourt Ancien conseiller général du Canton de Molliens-Dreuil (2004-2015) |
| 2021             | 2028             | 2021   | en cours | Catherine Benedini-Polleux |        | PS     | Conseillère sortante |
| 2021             | 2028             | 2021   | en cours | Jean-Jacques Stoter        |        | DVG    | Retraité, conseiller sortant |

### Résultats détaillés

#### Élections de juin 2021
Le premier tour des élections départementales de 2021 est marqué par un très faible taux de participation (33,26 % au niveau national). Dans le canton d'Ailly-sur-Somme, ce taux de participation est de 39,99 % (7 565 votants sur 18 919 inscrits) contre 36,82 % au niveau départemental. À l'issue de ce premier tour, deux binômes sont en ballottage : Catherine Benedini-Polleux et Jean-Jacques Stoter (Union à gauche avec des écologistes, 57,43 %) et Thomas Dubois et Zelmire Prevost (RN, 22,36 %).
Le second tour des élections est marqué une nouvelle fois par une abstention massive équivalente au premier tour. Les taux de participation sont de 34,36 % au niveau national, 36,7 % dans le département et 39,25 % dans le canton d'Ailly-sur-Somme. Catherine Benedini-Polleux et Jean-Jacques Stoter (Union à gauche avec des écologistes) sont élus avec 74,95 % des suffrages exprimés (5 213 voix pour 7 426 votants et 18 921 inscrits),,. 

### Élections

#### 2015
| Candidats            | Candidats            | Partis      | Partis      | Premier tour | Premier tour | Second tour | Second tour |
| Candidats            | Candidats            | Partis      | Partis      | Voix         | %            | Voix        | %           |
| -------------------- | -------------------- | ----------- | ----------- | ------------ | ------------ | ----------- | ----------- |
| 1                    | Catherine Bénédini   |             | PS          | 4 282        | 41,70        | 5 611       | 56,75       |
| 1                    | Jean-Jacques Stoter* |             | PRG         | 4 282        | 41,70        | 5 611       | 56,75       |
| 2                    | Lydie Cauche         |             | FN          | 3 608        | 35,13        | 4 276       | 43,25       |
| 2                    | Jean-Marc Simon      |             | FN          | 3 608        | 35,13        | 4 276       | 43,25       |
| 3                    | Emmanuelle Louise    |             | UMP         | 2 379        | 23,17        |             |             |
| 3                    | Nicolas Treilhou     |             | UMP         | 2 379        | 23,17        |             |             |
|                      |                      |             |             |              |              |             |             |
| Inscrits             | Inscrits             | Inscrits    | Inscrits    | 18 903       | 100,00       | 18 902      | 100,00      |
| Abstentions          | Abstentions          | Abstentions | Abstentions | 8 089        | 42,79        | 7 923       | 41,92       |
| Votants              | Votants              | Votants     | Votants     | 10 814       | 57,21        | 10 979      | 58,08       |
| Blancs               | Blancs               | Blancs      | Blancs      | 337          | 3,12         | 734         | 6,69        |
| Nuls                 | Nuls                 | Nuls        | Nuls        | 210          | 1,94         | 358         | 3,26        |
| Exprimés             | Exprimés             | Exprimés    | Exprimés    | 10 269       | 94,94        | 9 887       | 90,05       |
| * conseiller sortant |                      |             |             |              |              |             |             |

## Composition
Le canton d'Ailly-sur-Somme comprend quarante-quatre communes entières.
| Nom                                     | Code Insee | Intercommunalité    | Superficie (km2) | Population (dernière pop. légale) | Densité (hab./km2) | Modifier                                    |
| --------------------------------------- | ---------- | ------------------- | ---------------- | --------------------------------- | ------------------ | ------------------------------------------- |
| Ailly-sur-Somme (bureau centralisateur) | 80011      | CC Nièvre et Somme  | 15,06            | 2 973 (2022)                      | 197                | modifier les données · modifier les données |
| Airaines                                | 80013      | CC Somme Sud-Ouest  | 24,88            | 2 227 (2022)                      | 90                 | modifier les données · modifier les données |
| Argœuves                                | 80024      | CC Nièvre et Somme  | 10,21            | 562 (2022)                        | 55                 | modifier les données · modifier les données |
| Avelesges                               | 80046      | CC Somme Sud-Ouest  | 4,87             | 51 (2022)                         | 10                 | modifier les données · modifier les données |
| Belloy-sur-Somme                        | 80082      | CC Nièvre et Somme  | 13,24            | 725 (2022)                        | 55                 | modifier les données · modifier les données |
| Bougainville                            | 80119      | CC Somme Sud-Ouest  | 10,21            | 395 (2022)                        | 39                 | modifier les données · modifier les données |
| Bourdon                                 | 80123      | CC Nièvre et Somme  | 6,97             | 374 (2022)                        | 54                 | modifier les données · modifier les données |
| Bovelles                                | 80130      | CA Amiens Métropole | 6,87             | 419 (2022)                        | 61                 | modifier les données · modifier les données |
| Breilly                                 | 80137      | CC Nièvre et Somme  | 5,73             | 724 (2022)                        | 126                | modifier les données · modifier les données |
| Briquemesnil-Floxicourt                 | 80142      | CC Somme Sud-Ouest  | 7,35             | 342 (2022)                        | 47                 | modifier les données · modifier les données |
| Camps-en-Amiénois                       | 80165      | CC Somme Sud-Ouest  | 4,54             | 183 (2022)                        | 40                 | modifier les données · modifier les données |
| Cavillon                                | 80180      | CC Nièvre et Somme  | 5,46             | 91 (2022)                         | 17                 | modifier les données · modifier les données |
| La Chaussée-Tirancourt                  | 80187      | CC Nièvre et Somme  | 12,52            | 693 (2022)                        | 55                 | modifier les données · modifier les données |
| Clairy-Saulchoix                        | 80198      | CA Amiens Métropole | 6,52             | 382 (2022)                        | 59                 | modifier les données · modifier les données |
| Creuse                                  | 80225      | CA Amiens Métropole | 5,02             | 193 (2022)                        | 38                 | modifier les données · modifier les données |
| Crouy-Saint-Pierre                      | 80229      | CC Nièvre et Somme  | 10,51            | 373 (2022)                        | 35                 | modifier les données · modifier les données |
| Dreuil-lès-Amiens                       | 80256      | CA Amiens Métropole | 3,18             | 1 582 (2022)                      | 497                | modifier les données · modifier les données |
| Ferrières                               | 80305      | CA Amiens Métropole | 3,47             | 483 (2022)                        | 139                | modifier les données · modifier les données |
| Fluy                                    | 80319      | CC Somme Sud-Ouest  | 6,38             | 320 (2022)                        | 50                 | modifier les données · modifier les données |
| Fourdrinoy                              | 80341      | CC Nièvre et Somme  | 9,12             | 381 (2022)                        | 42                 | modifier les données · modifier les données |
| Fresnoy-au-Val                          | 80357      | CC Somme Sud-Ouest  | 8,07             | 227 (2022)                        | 28                 | modifier les données · modifier les données |
| Guignemicourt                           | 80399      | CA Amiens Métropole | 4,48             | 398 (2022)                        | 89                 | modifier les données · modifier les données |
| Hangest-sur-Somme                       | 80416      | CC Nièvre et Somme  | 12,46            | 762 (2022)                        | 61                 | modifier les données · modifier les données |
| Laleu                                   | 80459      | CC Somme Sud-Ouest  | 1,56             | 100 (2022)                        | 64                 | modifier les données · modifier les données |
| Le Mesge                                | 80535      | CC Nièvre et Somme  | 8,73             | 148 (2022)                        | 17                 | modifier les données · modifier les données |
| Métigny                                 | 80543      | CC Somme Sud-Ouest  | 6,68             | 120 (2022)                        | 18                 | modifier les données · modifier les données |
| Molliens-Dreuil                         | 80554      | CC Somme Sud-Ouest  | 22,80            | 924 (2022)                        | 41                 | modifier les données · modifier les données |
| Montagne-Fayel                          | 80559      | CC Somme Sud-Ouest  | 6,93             | 145 (2022)                        | 21                 | modifier les données · modifier les données |
| Oissy                                   | 80607      | CC Somme Sud-Ouest  | 5,52             | 207 (2022)                        | 38                 | modifier les données · modifier les données |
| Picquigny                               | 80622      | CC Nièvre et Somme  | 10,31            | 1 275 (2022)                      | 124                | modifier les données · modifier les données |
| Pissy                                   | 80626      | CA Amiens Métropole | 6,63             | 290 (2022)                        | 44                 | modifier les données · modifier les données |
| Quesnoy-sur-Airaines                    | 80655      | CC Somme Sud-Ouest  | 16,14            | 421 (2022)                        | 26                 | modifier les données · modifier les données |
| Quevauvillers                           | 80656      | CC Somme Sud-Ouest  | 8,82             | 1 106 (2022)                      | 125                | modifier les données · modifier les données |
| Revelles                                | 80670      | CA Amiens Métropole | 14,41            | 518 (2022)                        | 36                 | modifier les données · modifier les données |
| Riencourt                               | 80673      | CC Somme Sud-Ouest  | 10,16            | 183 (2022)                        | 18                 | modifier les données · modifier les données |
| Saint-Aubin-Montenoy                    | 80698      | CC Somme Sud-Ouest  | 10,41            | 217 (2022)                        | 21                 | modifier les données · modifier les données |
| Saint-Sauveur                           | 80718      | CC Nièvre et Somme  | 9,04             | 1 336 (2022)                      | 148                | modifier les données · modifier les données |
| Saisseval                               | 80723      | CC Nièvre et Somme  | 7,32             | 251 (2022)                        | 34                 | modifier les données · modifier les données |
| Saveuse                                 | 80730      | CA Amiens Métropole | 3,99             | 1 086 (2022)                      | 272                | modifier les données · modifier les données |
| Seux                                    | 80735      | CA Amiens Métropole | 3,53             | 169 (2022)                        | 48                 | modifier les données · modifier les données |
| Soues                                   | 80738      | CC Nièvre et Somme  | 8,64             | 125 (2022)                        | 14                 | modifier les données · modifier les données |
| Tailly                                  | 80744      | CC Somme Sud-Ouest  | 4,05             | 57 (2022)                         | 14                 | modifier les données · modifier les données |
| Warlus                                  | 80821      | CC Somme Sud-Ouest  | 8,12             | 227 (2022)                        | 28                 | modifier les données · modifier les données |
| Yzeux                                   | 80835      | CC Nièvre et Somme  | 5,05             | 267 (2022)                        | 53                 | modifier les données · modifier les données |
| Canton d'Ailly-sur-Somme                | 8004       |                     | 375,96           | 24 032 (2022)                     | 64                 | modifier les données                        |

## Démographie
En 2022, le canton comptait 24 032 habitants, en évolution de −0,37 % par rapport à 2016 (Somme : −1,26 %, France hors Mayotte : +2,11 %).
| 2013   | 2018   | 2022   |
| ------ | ------ | ------ |
| 23 647 | 24 220 | 24 032 |